# Liste der Monuments historiques in Krautwiller
Die Liste der Monuments historiques in Krautwiller führt die Monuments historiques in der französischen Gemeinde Krautwiller auf.

## Liste der Objekte
| Bezeichnung                | Beschreibung                           | Standort                                        | Kennzeichnung | Schutzstatus   | Datum     | Bild |
| -------------------------- | -------------------------------------- | ----------------------------------------------- | ------------- | -------------- | --------- | ---- |
| Orgel                      | Ensemble aus PM67001039 und PM67000152 | in der protestantischen Kirche St-Ulrich (Lage) | PM67001038    | Inscrit Classé | 1974 1973 |      |
| Instrumentalteil der Orgel | 1846 von Stiehr-Mockers gebaut         | in der protestantischen Kirche St-Ulrich (Lage) | PM67000152    | Classé         | 1973      |      |
| Orgelprospekt              | 1846 von Stiehr-Mockers gebaut         | in der protestantischen Kirche St-Ulrich (Lage) | PM67001039    | Inscrit        | 1974      |      |